# 相模原南警察署
相模原南警察署（さがみはらみなみけいさつしょ）は、神奈川県警察が管轄する警察署の一つである。

## 概要
相模原市警察部隷下、第四方面に属する大規模警察署であり、署長は警視。識別章所属表示はGL。通称、「さがみみなみ」、「そうなん」。相模原市内最大の繁華街である相模大野周辺を管轄とする。
管内居住人口は約28万人（警察署別管内居住人口第６位）と県下でも多く、そのため各種犯罪・交通事故発生率、110番指令件数も神奈川県下で常に上位を占めている。小田急小田原線・小田急多摩線の相模大野駅、小田急小田原線の小田急相模原駅周辺は古くからの繁華街であり、犯罪発生率が高い。また管轄区域北側は東京都と隣接しており、しばしば警視庁と相互の緊急配備や事件手配が行われ、特に東日本旅客鉄道（JR東日本）横浜線町田駅南口歓楽街一帯は重点警戒区域である。年末には警視庁町田警察署との合同パトロールも行われる。
署内には地域部自動車警ら隊の相模原分駐所が配置されており、県北西部の拠点となっているほか、他の神奈川県警察施設として、管轄区域内には相模原市警察部、交通部第二交通機動隊の相模原分駐所も存在する。
管内に指定暴力団稲川会系組事務所が存在する。
2018年以降、繁華街等における街頭犯罪抑止対策のため、街頭防犯カメラを運用している、県下で数少ない警察署の一つ。
2019年、県は老朽化・狭隘化のため、相模原南署を高相合同庁舎に移設のうえ新築する考えを示した。

## 所在地
- 相模原市南区古淵六丁目29番2号
  - 最寄駅：JR横浜線 古淵駅

## 管轄区域
- 相模原市南区
  - 管轄面積：29.30km2

## 沿革
- 1974年（昭和49年）8月1日 - 相模原警察署の管轄区域を分割し、開設。
- 2010年（平成22年）4月1日 - 管轄区域の変更（麻溝地区の編入に伴う、管轄区域の拡大）。
- 2021年（令和3年）4月1日 - 相南交番を小田急相模原駅前交番に改称

## 組織
署員数約300名
- 署長（警視）
- 副署長（警視）
- 地域担当次長（警視）
- 刑事兼生活安全担当次長（警視）
- 警務課 - 警務係、住民相談係
- 留置管理課（平成28年度新設） - 管理係
- 会計課 - 会計係
- 生活安全課 - 防犯少年係、経済保安係
- 地域第一課 - 地域企画係、地域係
- 地域第二課 - 地域係
- 地域第三課 - 地域係

（警ら用無線自動車4台、小型警ら車5台）
- 刑事第一課 - 刑事総務係、強行犯係、盗犯係、鑑識係
- 刑事第二課 - 知能犯係、暴力国際犯係、薬物銃器対策係
- 交通課 - 交通総務係、交通捜査係、交通指導係
- 警備課 - 公安係、外事係

（11課体制）
※「神奈川県警察の組織に関する規則（昭和44年神奈川県公安委員会規則第2号）」を参考にした。

## 交番
- 相模大野駅前交番　相模原市南区相模大野3丁目8番1号
- 古淵駅前交番　相模原市南区古淵2丁目19番4号
- 南大野交番　相模原市南区南台3丁目16番22号
- 東林間駅前交番　相模原市南区上鶴間7丁目7番2号
- 大野交番　相模原市南区古淵3丁目17番10号
- 小田急相模原駅前交番　相模原市南区松が枝町22番1号
- 相武台交番　相模原市南区新磯野4丁目8番9号
- 新磯野交番　相模原市南区相模台団地7番11号
- 大沼交番　相模原市南区東大沼3丁目30番25号
- 中和田交番　相模原市南区上鶴間本町7丁目34番16号
- 麻溝交番　相模原市南区当麻1375番地2（平成22年4月、管轄区域の変更に伴い、それまで相模原警察署の所管であった麻溝交番は当署の所管となった。）
- 麻溝公園前交番　相模原市南区麻溝台2309番地1

## 駐在所
- 新磯駐在所　相模原市南区磯部1933番地の2

## 連絡所等
- 町田駅南口臨時警備出張所

## 自動車ナンバー自動読取装置（Nシステム）
- 相模原市南区東大沼1丁目(国道16号)
- 相模原市南区南台3丁目（県道51号）
- 相模原市南区麻溝台1丁目（県道52号）
- 相模原市南区麻溝台2丁目（県道52号）
- 相模原市南区磯部（県道46号）

## 過去の重大事件・事故
- 町田市立てこもり事件 (2007年)

## 主な未解決事件
- 当麻で発生した女性殺人未遂事件[3]